# Any nou xinès
L'Any nou xinès (en mandarí: 中国新年, Zhōngguó xīnnián), també anomenat any nou lunar o "Festa de la Primavera" (春节, chūn jié) a la Xina, és la festivitat tradicional més important del calendari xinès, celebrada també en altres països de l'Àsia oriental.

## Celebració
Quant a la celebració, es basa en el calendari lunisolar utilitzat tradicionalment a la Xina, les celebracions comencen el primer dia del primer mes lunar (正月, Zhēng yuè) i acaben el dia quinze, quan se celebra la Festa de la llanterna (元宵节, 元宵節, yuánxiāojié). La vigília de Cap d'any, se celebra l'equivalent a la Nit de cap d'any occidental, en xinès es diu "chuxi" (除夕, chúxī; «chu» significa passar i «xi» vigília).
En els següents països l'any nou xinès és un dia festiu reconegut per l'estat. En els països a on hi ha una comunitat xinesa prou gran també se celebra l'any nou xinès.
| Brunei Cambodja Corea del Nord Corea del Sud Filipines | Indonèsia Malàisia Maurici Mongòlia Laos | Singapur Taiwan Tailàndia Vietnam Xina |

## Data
La data de començament del cap d'any Xinès ve determinada pel calendari lunisolar utilitzat tradicionalment a la Xina i en altres pobles que s'han vist influïts per la cultura de l'ètnia han, com coreans, japonesos o vietnamites. La celebració del Cap d'any pot haver tingut un origen comú amb festivitats similars d'altres regions, com ara l'any nou persa de l'Iran.
El Cap d'any Xinès comença amb la segona lluna nova després del solstici d'hivern boreal (22 de desembre), és a dir, entre 30 i 59 dies després, el que pot ser entre el 21 de gener o el 21 de febrer. El començament de la primavera es denomina en la tradició xinesa lichun (立春, lìchūn, "començament de la primavera")
Per saber la data de començament de l'any, hem de restar de 29,5 els dies que té la lluna minvant en el solstici i sumar aquest mateix nombre al resultat. Aquest nou resultat haurà de sumar-se al dia del solstici. Per exemple, en el solstici d'hivern de 2001 la Lluna tenia una "edat" aproximada de 7 dies. Així doncs: (29,5 - 7) + 29,5 = 52. Comptem 52 dies a partir del 22 de desembre i obtenim la data del 12 de febrer, que és quan va començar el Cap d'any Xinès el 2002.

## Cuina
La cuina tradicional xinesa durant el cap d'any segueix el patró tradicional d'oferir una gran quantitat de plats com a símbol d'abundància. Tot i això, hi ha una sèrie de plats tradicionals d'aquesta diada que poden variar segons la regió.
Els jiaozi (饺子, 餃子, jiǎozi) o raviolis xinesos són tradicionals al nord de la Xina, i representen monedes de plata. S'acostumen a servir bullits. El peix acostuma a ser també un plat tradicional, sobretot la nit del Cap d'Any. La tradició mana no acabar-se el plat de peix fins passada la mitjanit, de manera que hi hagi un excedent o sobrant d'un any per l'altre, com a representació de la prosperitat. El peix (鱼, 魚, yú) és homòfon del caràcter excedent (余, 餘, yú). Per tal de desitjar abundància és freqüent la col·locació d'aquests animals a les cases, així com menjar peix durant el sopar de Cap d'Any. Així mateix, és freqüent desitjar un feliç any nou amb la frase "que tinguis peix durant molts anys" (年年有鱼, 年年有魚, nián nián yǒu yú).
Altres plats tradicionals d'aquestes dates a la Xina són les mandarines (金橘子, jīnjúzi, literalment "mandarines daurades"), els pastissos de cap d'any (年糕, niángāo), el pollastre o els caramels. Alguns d'aquests aliments es prenen perquè el seu nom és homòfon amb alguna altra paraula en xinès; per exemple, els pastissos Nian Gao s'anomenen així perquè és un mot homòfon amb "any superior" (年高, niángāo).

## Tradicions

### El Hong Bao

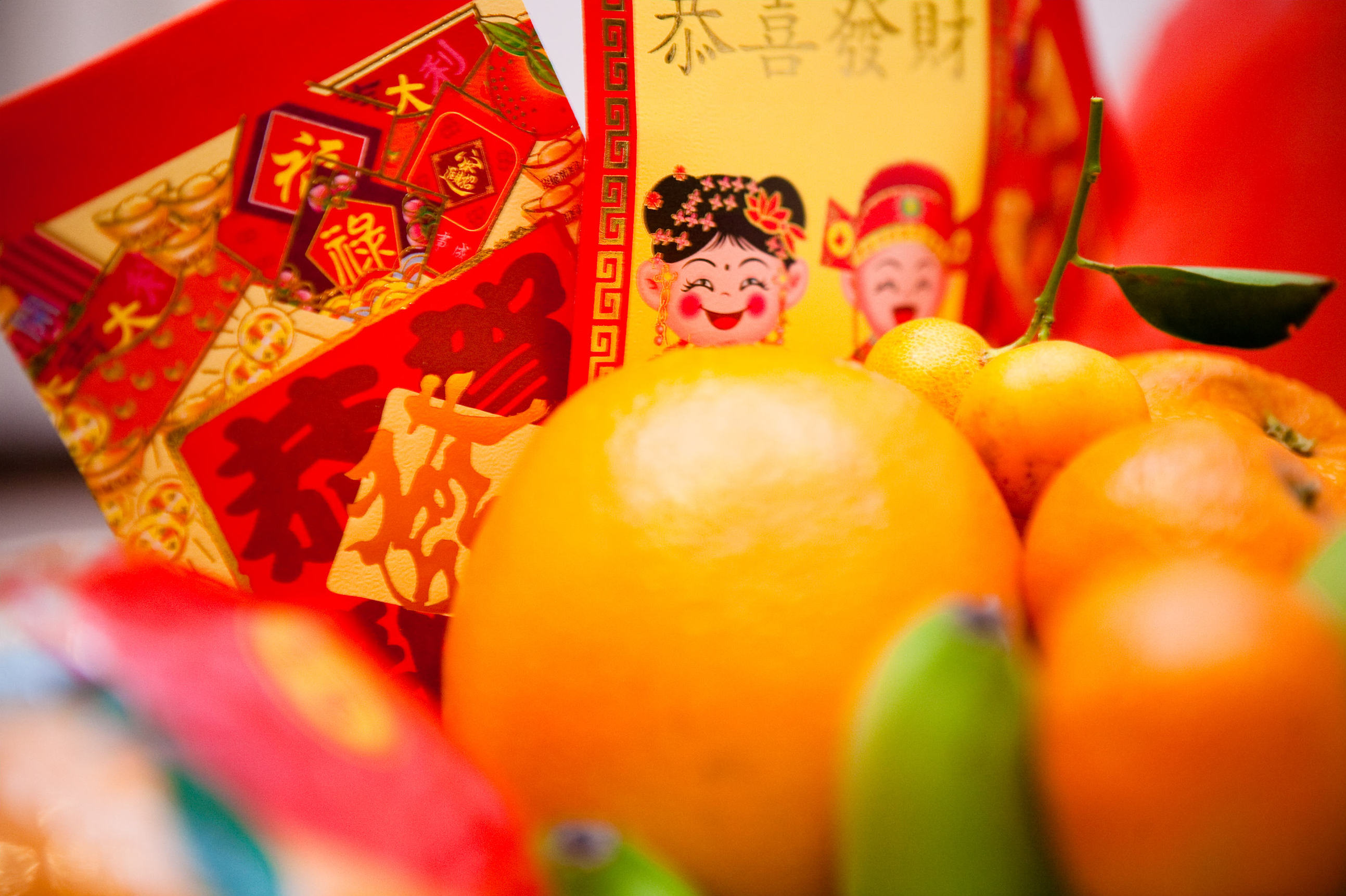
Un Hong Bao tradicional

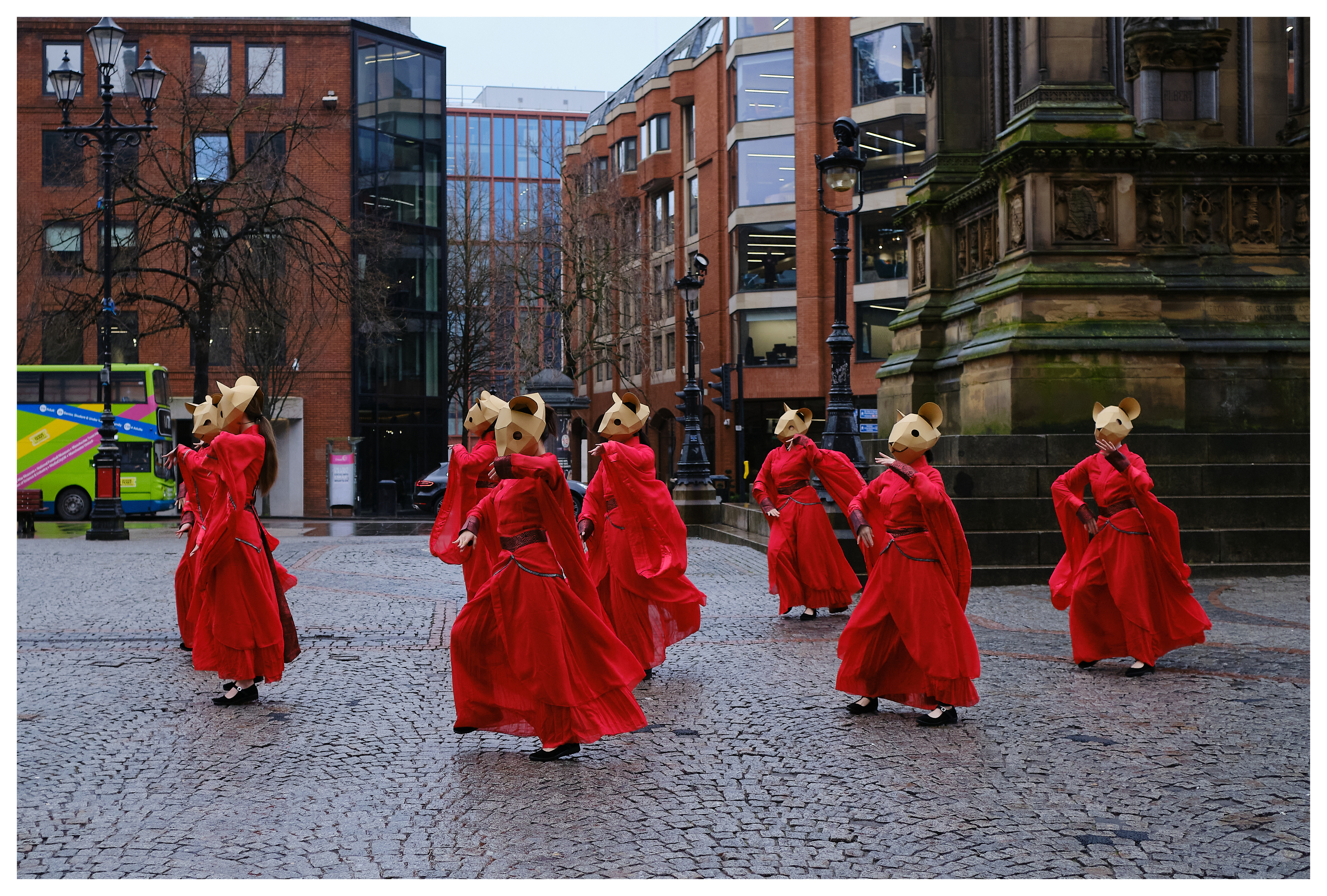
Any nou xinès a Manchester, Regne Unit

El Hong bao (红包, 紅包, hóngbāo, "sobre vermell"), també anomenat  Lai See  en cantonès (利是, lìshì), consisteix en el lliurament a nens o parents més joves, com a desig de bona sort, d'un sobre de color vermell que conté una petita quantitat de diners. La quantitat de diners varia segons l'edat de la persona a qui s'ofereix el sobre, però en termes generals s'acostumen a evitar els nombres senars, així com el número 4. Quantitats que continguin el nombre 8 són especialment apreciades.

### Els Chun Lian
Els Chun Lian (春联, 春聯, chūnlián) són uns poemes breus, escrits amb cal·ligrafia, que es col·loquen als costats i sobre la porta principal de la casa per cridar a la bona sort. Cada poema consta de dues línies que es col·loquen en vertical a cada costat de la porta, i un tercer vers o títol que es col·loca a la part superior en horitzontal. A diferència dels Dui Lian (对联, 對聯, duìlián), que també són poemes que es pengen a la llinda de la porta, els Chun Lian es retiren dos mesos després del Cap d'Any.

### El caràcter Fu (felicitat)
Una de les tradicions més esteses és la col·locació del caràcter Fu (福, fù), que significa "felicitat", col·locat de cap per avall a la porta d'entrada de la casa. La raó de col·locar el caràcter en aquesta posició es basa en un joc de paraules amb els mots "capgirat" (倒, dào) i "entrar" (到, dào), que en xinès són homòfons. Així, quan en xinès es diu que "el caràcter Fu està capgirat" (福倒了), en certa manera també s'està dient que "la felicitat ha entrat" (福到了).

### Els Wu Shi i Wu Long

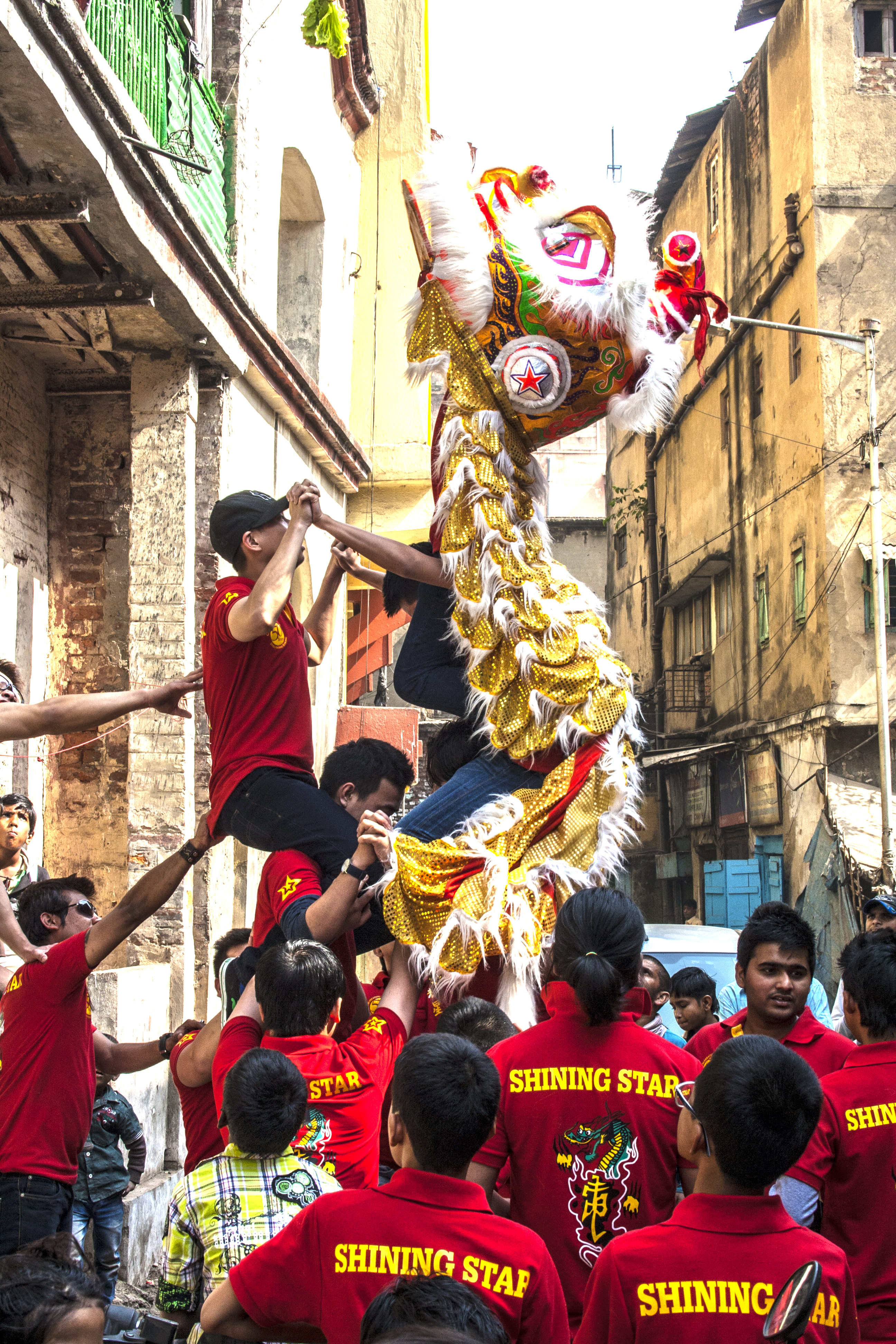
Any Nou xinès 2014 a Calcuta

El Wu Shi (舞狮, 舞獅, wǔshī) o Dansa del Lleó i el Wu Long (舞龙, 舞龍, wǔlóng) o "Dansa del Drac", conservades des de temps antics, tenen el seu origen en la pràctica de les arts marcials. En aquestes danses, grups de dues persones (en el cas de la Dansa del Lleó) o més (en el cas de la Dansa del Drac), ballen sota una disfressa amb l'objectiu de foragitar els mals esperits.

### El color vermell i els petards
La tradició explica que els Nian, esperits malignes, tenen por als soroll estridents i al color vermell. Així doncs, durant l'Any Nou Xinès el color vermell és omnipresent, no només en el color de les decoracions, sinó també en la roba o en la majoria de cartells i elements visuals del carrer.
En el cas dels sorolls estridents, la tradició és llençar focs artificials, ja sigui de forma particular com en forma d'espectaculars castells de focs. Tanmateix, a la República Popular de la Xina l'ús de petards es va prohibir de 1993 fins a l'any 2006, en què aquesta prohibició es va derogar. Tot i això, les autoritats han demanat que es restringeixi el seu ús degut als problemes de contaminació ambiental que provoquen.

### El Déu de la Riquesa i els Guardians de la Porta
El Déu de la riquesa o Cai Shen (财神, 財神, cáishén), aquest es presenta amb barba i vestit amb una túnica vermella i un sac groc a l'esquena. Es presenta a les cases i reparteix imatges, els habitants de les cases regalen propines a aquesta figura, tot això acompanyat de tambors i gongs.
Els Guardians de la Porta (门神, 門神, ménshén) representen dues figures en actitud defensiva, col·locades a les portes de les cases per defensar els habitants de la possible entrada dels Nian (mals esperits).

### El Chūnyùn

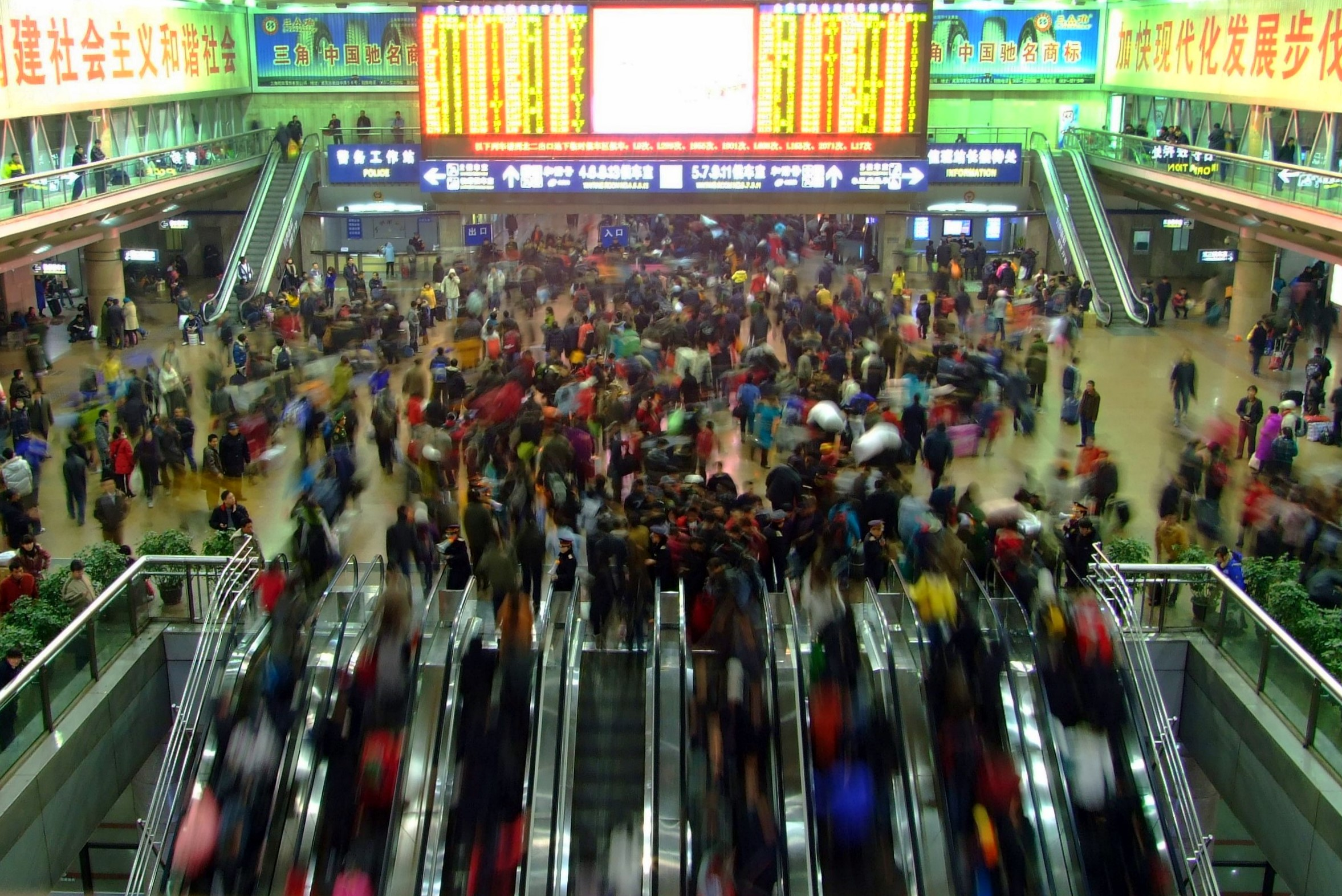
Imatge de l'Estació del Sud a Pequín durant el període del chūnyùn

Una de les tradicions més celebrades durant el període de l'Any Nou Xinès és la Gran Migració de Primavera (春运, 春運, chūnyùn), el viatge en el qual desenes de milions de xinesos (la gran majoria treballadors emigrants i estudiants universitaris) tornen a casa amb les seves famílies per passar l'any nou. S'estima que l'any 2006 es va arribar a un màxim de 2000 milions de desplaçaments durant els quaranta dies que van des de quinze dies abans de l'any nou fins a 25 dies després, mentre que les dades de 2012 arribaven fins als 2350 milions de desplaçaments.
En aquesta època, les companyies de tren i les aerolínies amplien el nombre de places disponibles. En el cas del transport ferroviari, la demanda de places supera amb escreix l'oferta disponible, malgrat el fet que la companyia nacional de trens China Railway Company posa a disposició dels usuaris trens especials per satisfer la demanda. Paral·lelament a això, el fenomen de la revenda de bitllets de tren ha agafat molta volada darrerament, fet que ha provocat que les autoritats hagin extremat les mesures de seguretat per tal d'obtenir un bitllet - com per exemple, l'obligatorietat de presentar un carnet d'identitat en el moment de fer la compra.

### L'any Nou al cinema, la televisió
L'Any Nou també ha servit com a tema principal de multitud de pel·lícules, i fins i tot a Hong Kong s'ha arribat a crear un gènere cinematogràfic propi (贺岁片, 賀歲片, Hèsuì piān), normalment comèdies amb actors i temes locals.
Durant la nit de Cap d'Any, el canal estatal de televisió China Central Television ofereix, des dels anys 80, un espectacle de prop de 16 hores de durada anomenat CCTV New Year's Gala (中国中央电视台春节联欢晚会, 中國中央電視台春節聯歡晚會, Zhōngguó zhōngyāng diànshìtái chūnjié liánhuān wǎnhuì), basat en una successió de cançons, espectacles de tall tradicionals i números humorístics. Amb més de 750 milions de persones d'audiència, és considerat el programa de varietats amb més audiència a nivell mundial.

## Calendari
- 1 de febrer de 2003 (cabra)
- 22 de gener de 2004 (mico)
- 9 de febrer de 2005 (gall)
- 29 de gener de 2006 (gos)
- 18 de febrer de 2007 (porc)
- 7 de febrer de 2008 (ratolí)
- 26 de gener de 2009 (bou)
- 14 de febrer de 2010 (tigre)
- 3 de febrer de 2011 (conill)
- 23 de gener de 2012 (drac)
- 10 de febrer de 2013 (serp)
- 31 de gener de 2014 (cavall)
- 19 de febrer de 2015 (cabra)
- 8 de febrer de 2016 (mico)
- 28 de gener de 2017 (gall)
- 16 de febrer de 2018 (gos)
- 5 de febrer de 2019 (porc)
- 25 de gener de 2020 (ratolí)
- 12 de febrer de 2021 (bou)
- 1 de febrer de 2022 (tigre)
- 22 de gener de 2023 (conill)
- 10 de febrer de 2024 (drac)
- 29 de gener de 2025 (serp)